# Anna Catharina Lannerstierna
Anna Catharina Lannerstierna, född 1727, död 1802, var en svensk författare och poet. Hon var ledamot i Kungliga Vetenskaps- och Vitterhetssamhället i Göteborg. Hon debuterade som publicerad poet i Göteborgspressen 1761. Vid anledning av tronföljarens födelse 1778 framträdde hon med en hyllningsvisa och kallades då i pressen: "den för sin goda smak och poetiska eld, berömda Fröken Anna Cathar. Lannerstierna". 